# Kurt Schlüter
Kurt Schlüter (* 28. Januar 1927 in Bielefeld; † nach 2002) war ein deutscher Anglist und Hochschullehrer.

## Leben und Wirken
Kurt Schlüter studierte Anglistik, Germanistik, Philosophie und Pädagogik und promovierte 1954 an der Universität München. Das erste Staatsexamen für den höheren Schuldienst legte er 1955 ab. Anschließend war er als wissenschaftlicher Assistent an der Universität Göttingen tätig und habilitierte sich dort 1960 für das Fach Englische Philologie. Kurze Zeit (1962/63) lehrte er an der Pädagogischen Hochschule Alfeld (Leine). Im Jahre 1963 übernahm er eine ordentliche Professur an der Technischen Universität Berlin; 1972 wurde er dann an die Universität Freiburg/Br. berufen. Dort lehrte er bis zu seiner Emeritierung 1995. Als Gastprofessor war er 1979/80 und 1982/83 an der University of Massachusetts, Amherst tätig.
Wissenschaftlich beschäftigte sich Schlüter vor allem mit William Shakespeare, außerdem mit der zeitgenössischen englischen Romanliteratur.

## Veröffentlichungen (Auswahl)
- Die Erzählung der Vorgeschichte in Shakespeares Dramen. In: Shakespeare-Jahrbuch, Bd. 90 (1954), S. 108–124.
- Shakespeares dramatische Erzählkunst (= Schriftenreihe der Deutschen Shakespeare-Gesellschaft, N.F., Bd. 7). Quelle & Meyer, Heidelberg 1958 (= Dissertation Universität München).
- Der Mensch als Schauspieler. Studien zur Deutung von T. S. Eliots Gesellschaftsdramen (= Abhandlungen zur Kunst-, Musik- und Literaturwissenschaft, Bd. 17). Bouvier, Bonn 1962.
- Die englische Ode. Studien zu ihrer Entwicklung unter dem Einfluss der antiken Hymne. Bouvier, Bonn 1964.
- Die Kunst des Erzählens in John Braines Roman "Room at the top". Quelle & Meyer, Heidelberg 1965.
- Kuriose Welt im modernen englischen Roman. Dargestellt an ausgewählten Werken von Evelyn Waugh und Angus Wilson. E. Schmidt, Berlin 1969.
- Die Lyrik der englischen Renaissance. In: Klaus von See (Hrsg.): Neues Handbuch der Literaturwissenschaft. Bd. 10: Renaissance und Barock. Akademische Verlagsgesellschaft Athenaion, Frankfurt/M. 1972, S. 216–256, ISBN 3-7997-0094-3.
- (mit Horst Oppel): Englische Dichtung des 16. und 17. Jahrhunderts (= Athenaion-Essays, Bd. 3). Akademische Verlagsgesellschaft Athenaion, Frankfurt/M. 1973, ISBN 3-7997-0152-4.
- Bemerkungen und Demonstrationen zur Problematik literaturwissenschaftlichen Urteilens. In: Deutsche Vierteljahresschrift  für Literaturwissenschaft und Geistesgeschichte, Bd. 51 (1978), S. 531–548.
- Politische Zeitungslyrik und Pamphletdichtung in England im Gefolge der französischen Revolution. In: Literaturwissenschaftliches Jahrbuch, Bd. 21 (1980), S. 171–228.
- The Influence of the Greek Prayer Hymn on the English Renaissance Sonnet. In: Anglia, Bd. 102 (1984), S. 323–348.
- (Hrsg.): William Shakespeare / The two gentlemen of Verona (= The New Cambridge Shakespeare). Cambridge University Press, Cambridge 1990, ISBN 0-521-22222-2 (Updated edition 2012, ISBN 978-1-107-00489-4).
- Polyhymnia. Demokratische Heldenverehrung nach antikem Vorbild in Jugendgedichten von S.T. Coleridge (= Rombach-Wissenschaften, Reihe Paradeigmata, Bd. 16). Rombach, Freiburg/Br. 2011, ISBN 978-3-7930-9651-1.

Außerdem weitere Aufsätze in Fachzeitschriften und Sammelbänden.